# Cerro de Bojó
El Cerro de Bojó es una formación de montaña ubicada en el extremo sur del municipio Blanco, estado Lara, Venezuela. A una altitud promedio entre 2.154 m s. n. m. el Cerro de Bojó es una de las montañas más altas en Lara.

## Ubicación
El Cerro de Bojó se encuentra ubicado en el sur del estado Lara, en el extremo norte del parque nacional Yacambú. Se llega por un camino que parte del poblado de Bojó al este de Sanare.

## Geología
El Cerro de Bojá se encuentra en el corazón de una formación geológica de unos 13 km de largo y 3 km de ancho al este de Tocuyo, entre Quibor y Sanare conocida como Formación «El Pegón» o «Guamacire». La zona posee una geología que consiste esencialmente en gravas de color blanco, marrón o marrón amarillento, con frecuentes peñones y guijarros de cuarzo blanco, ftanita y arenisca, interestratificadas con capas de arenas arcillosas, friables, de color que va de marrón claro a gris azuloso.
Aunque se han descubierto foraminíferos en el sedimento, incluyendo Globorotalia y ostrácodos mal preservados, no se ha reportado la presencia de fósiles sobre el Cerro de Bojó ni sus alrededores.